# Parc national des Golden Gate Highlands
Le parc national des Golden Gate Highlands est un parc national sud-africain situé dans la province de l'État-Libre, près de la frontière avec le Lesotho. Créé en 1963, il couvre 340 km2.
Les caractéristiques les plus remarquables du parc sont ses falaises et ses affleurements de grès dorés, ocres et orangés, profondément érodés, en particulier l'affleurement rocheux nommé Die Brandwag (« la sentinelle »). Le parc abrite de nombreuses grottes et abris sous roche montrant des peintures rupestres réalisées par les San. Les animaux sauvages du parc comprennent des mangoustes, des élans, des zèbres et plus de cent espèces d'oiseaux. C'est le seul parc national de l'État-Libre, et il est plus connu pour la beauté de ses paysages que pour sa faune. De nombreuses découvertes paléontologiques ont été faites dans le parc, dont des œufs et des squelettes de dinosaures.

## Géographie et climat
Le terme de Golden gate fait référence aux falaises de grès qui se trouvent de part et d'autre de la vallée barrée par le barrage du Golden Gate. En 1875, un fermier nommé J.N.R. Van Reenen et sa femme firent halte à cet endroit, alors qu'ils se rendaient à la ferme qu'il venait d'acquérir. Il nomma l'endroit ainsi lorsqu'il vit les derniers rayons du soleil couchant éclairer les falaises.
En 1963, une zone de 47,92 km2 fut érigée en parc national pour préserver la beauté du paysage. En 1981, il est agrandi et couvre 62,41 km2 ; en 1988, il est encore agrandi et couvre 116,33 km2. En 2004, il est annoncé qu'il englobera le parc voisin du QwaQwa National Park et, en 2007, à l'achèvement du processus, le parc couvre une superficie de 340 km2,.
Le parc est à environ 320 km de Johannesbourg et il est proche des villages de Clarens et Kestell, dans la haute vallée de la Caledon, au pied des monts Maluti. La Caledon forme la limite sud du parc, ainsi que la frontière entre l'État libre et le Lesotho. Le point culminant du parc (et de l'État libre] est le Ribbokkop (2 829 m d'altitude.
Situé dans l'est de la région du highveld, il bénéficie d'un climat sec et ensoleillé de juin à août. Il y a des averses, de la grêle et des orages entre octobre et avril. Il peut y avoir d'épaisses chutes de neige en hiver. La pluviométrie s'établit à 800 mm/an.

## Faune

### Mammifères

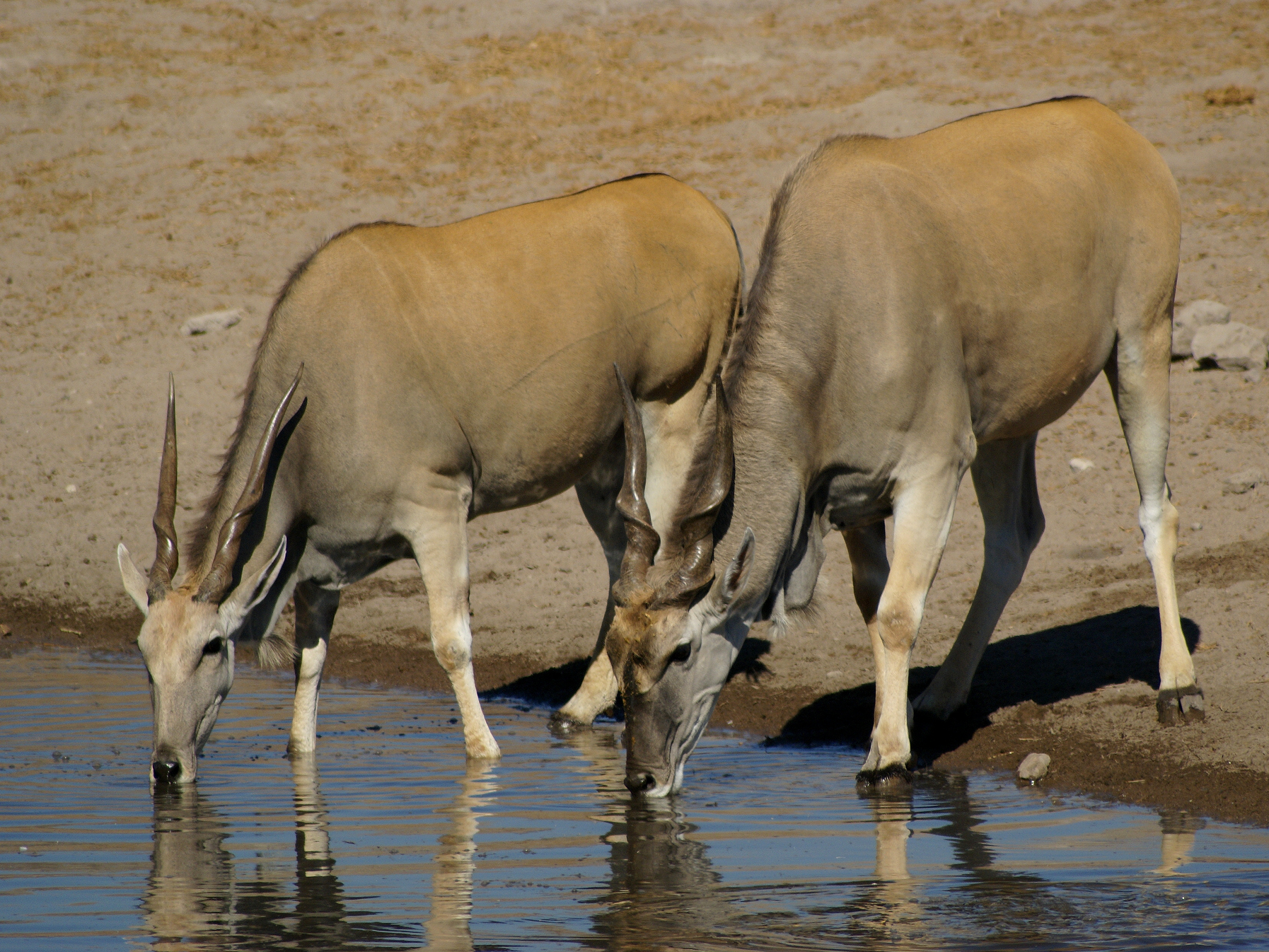
Éland
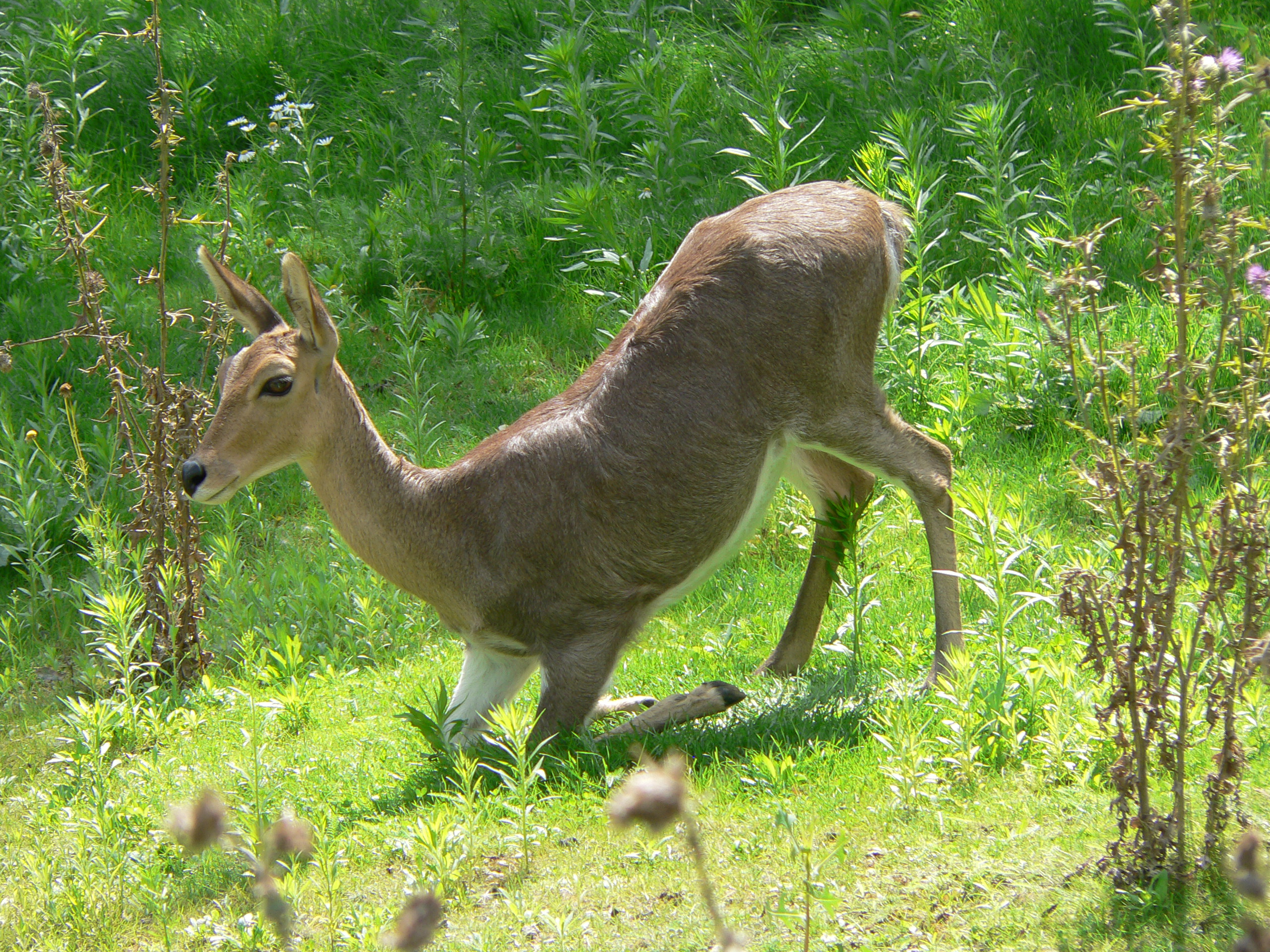
Cobe de montagne
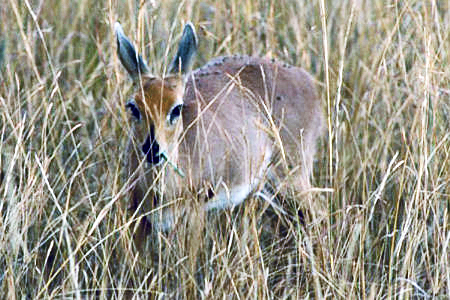
Ourébi
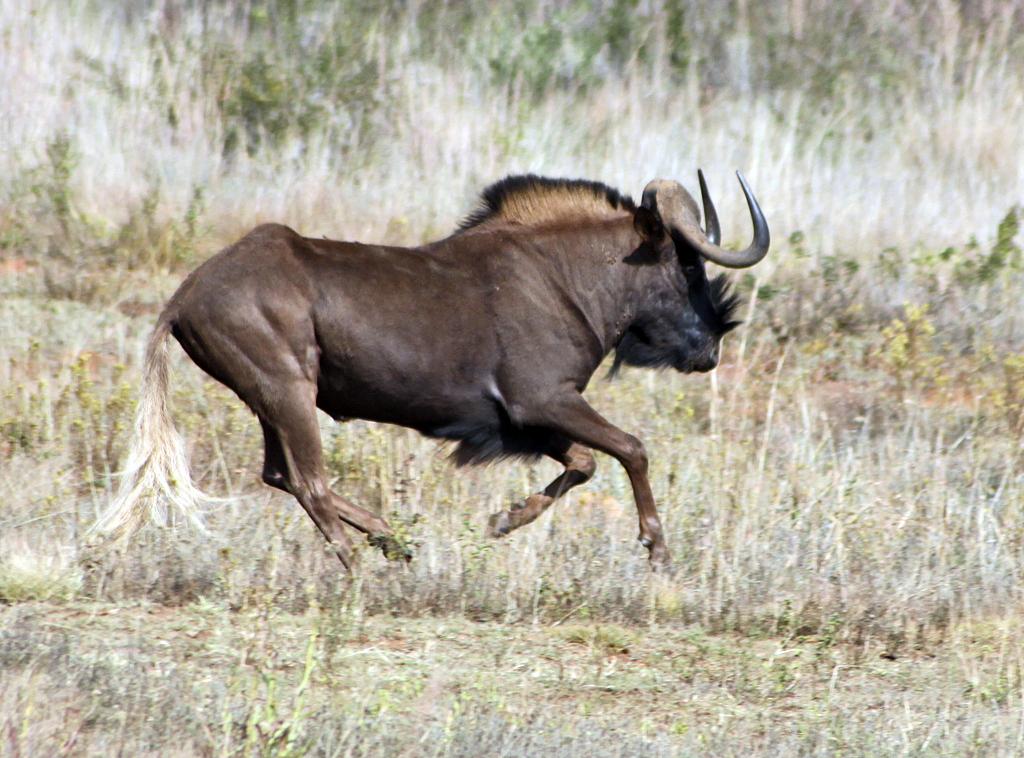
Gnou noir
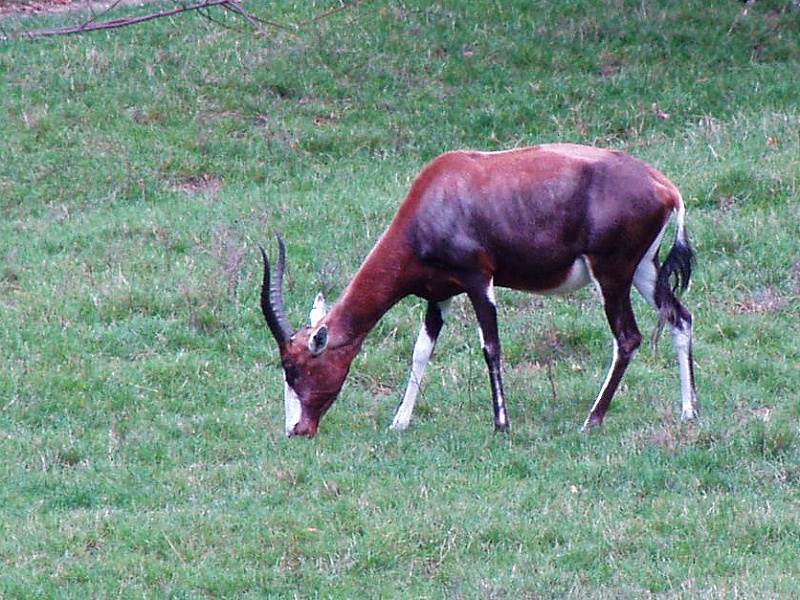
Blesbok
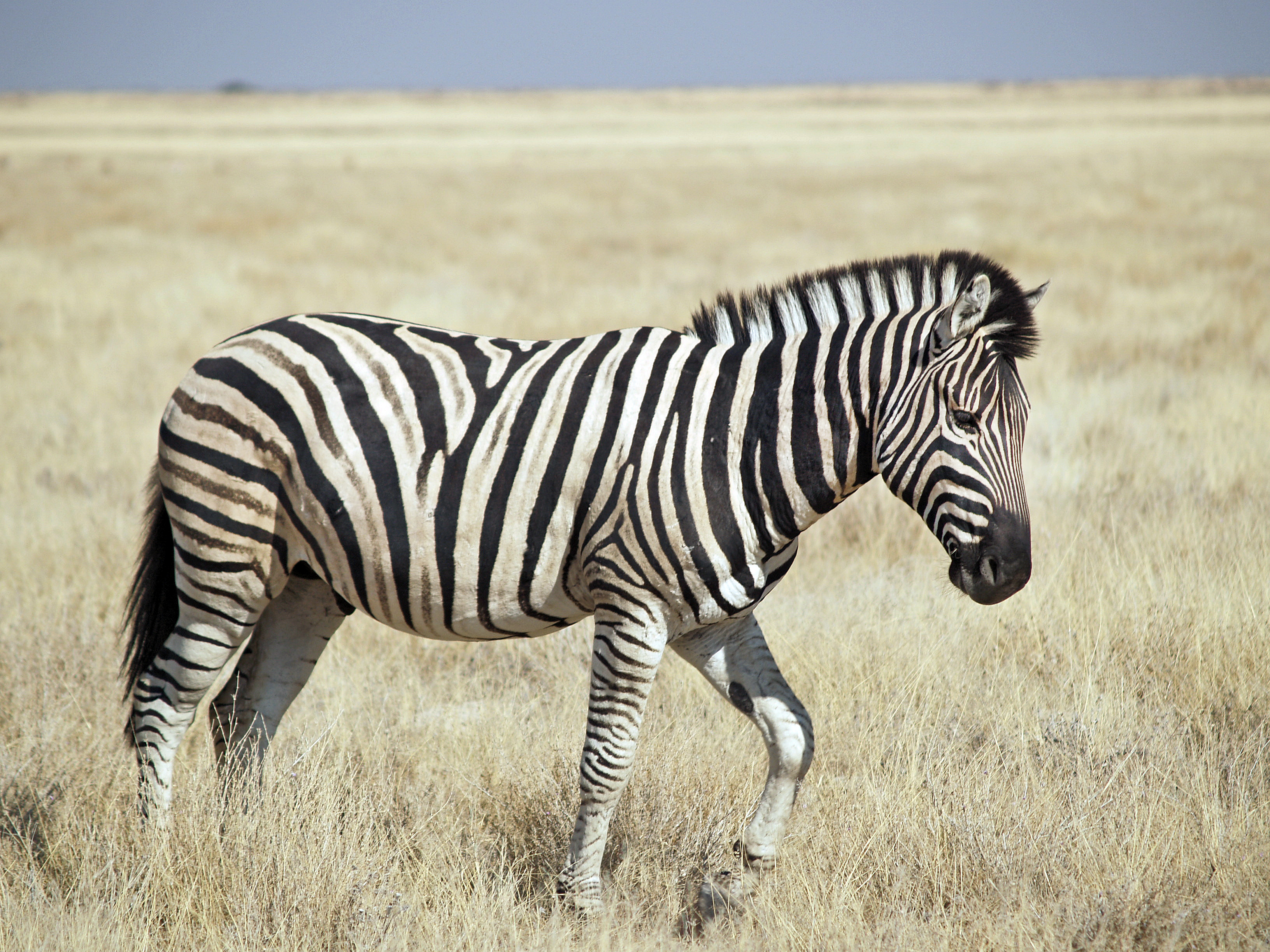
Burchell's zebra
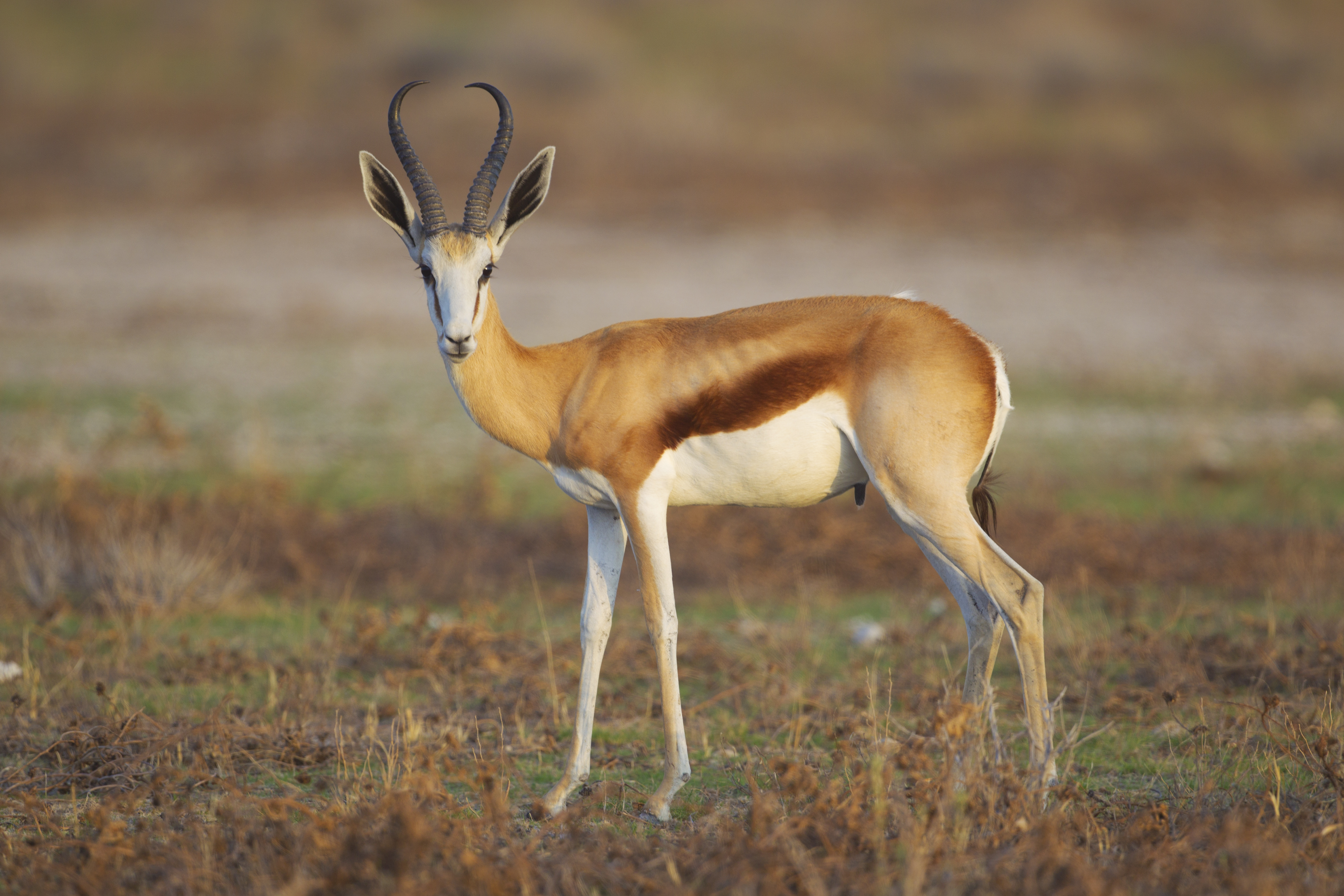
Springbok

### Oiseaux

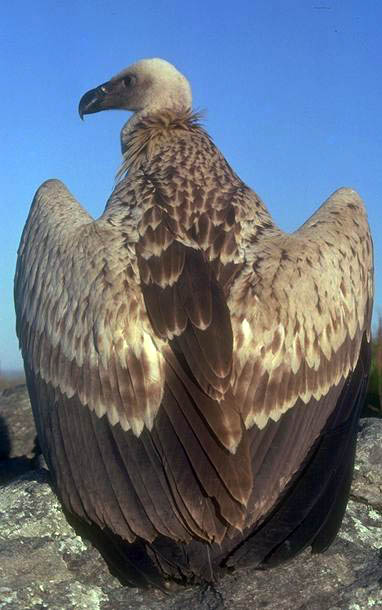
Vautour chassefiente
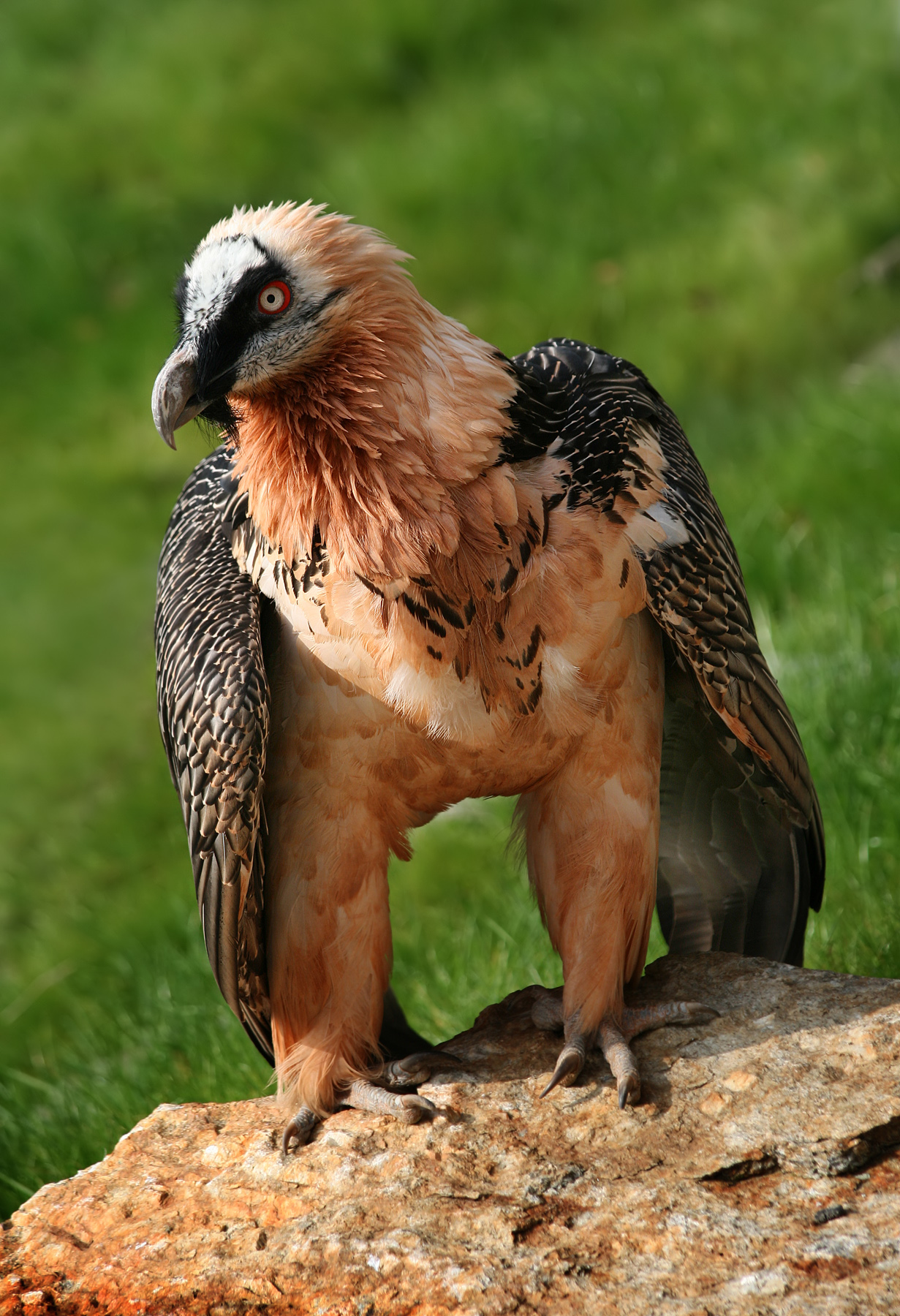
Gypaète barbu
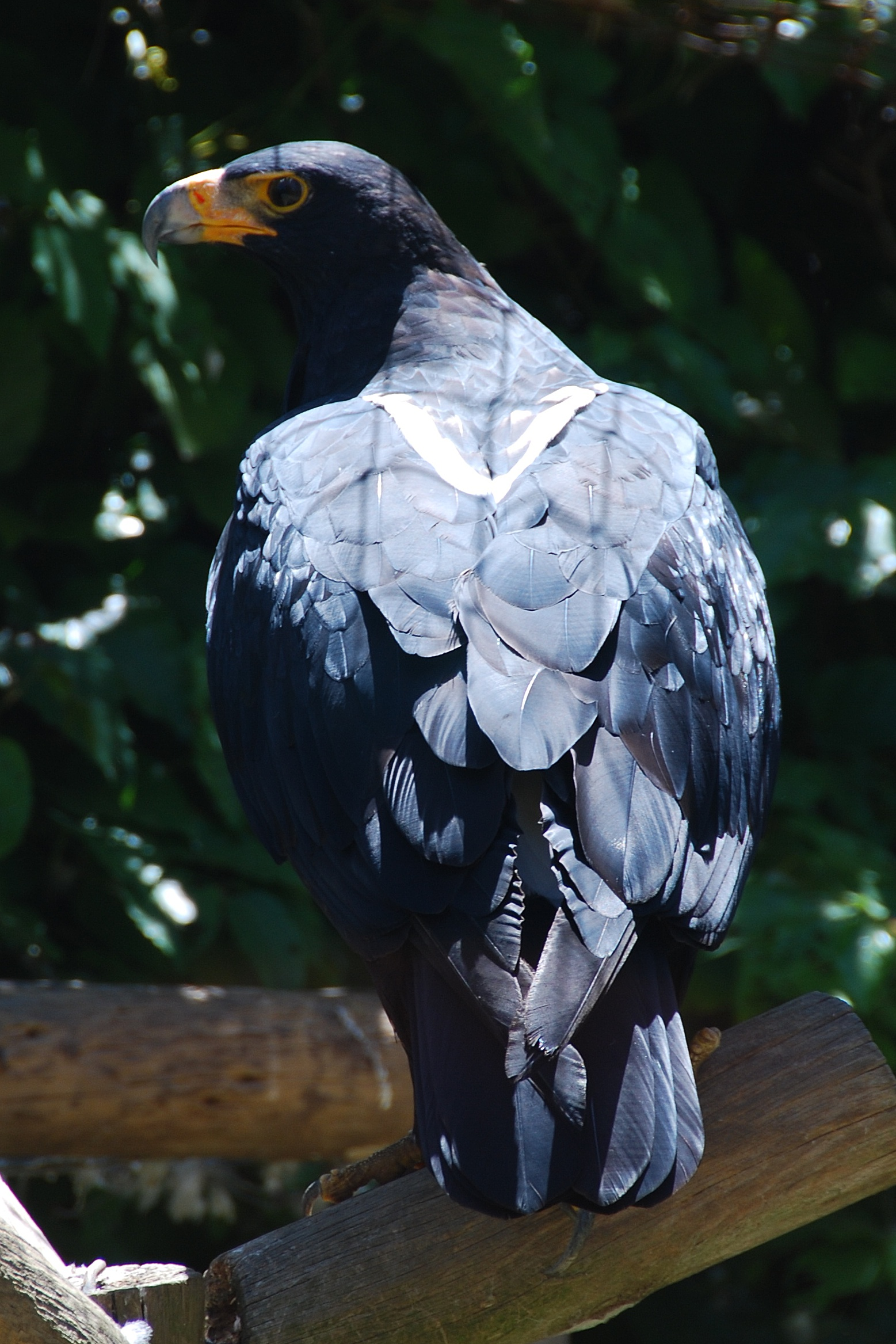
Aigle de Verreaux
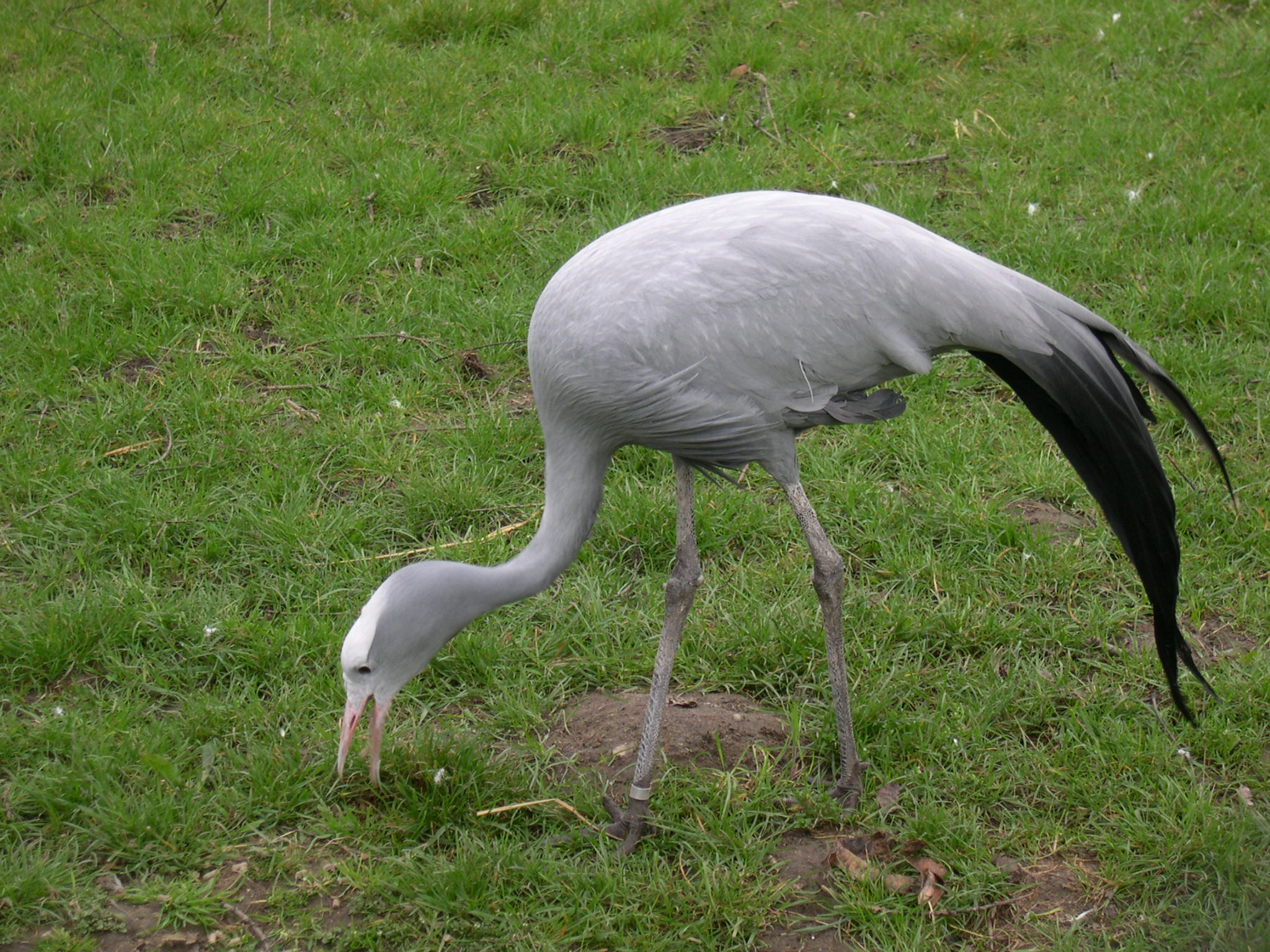
Grue de paradis
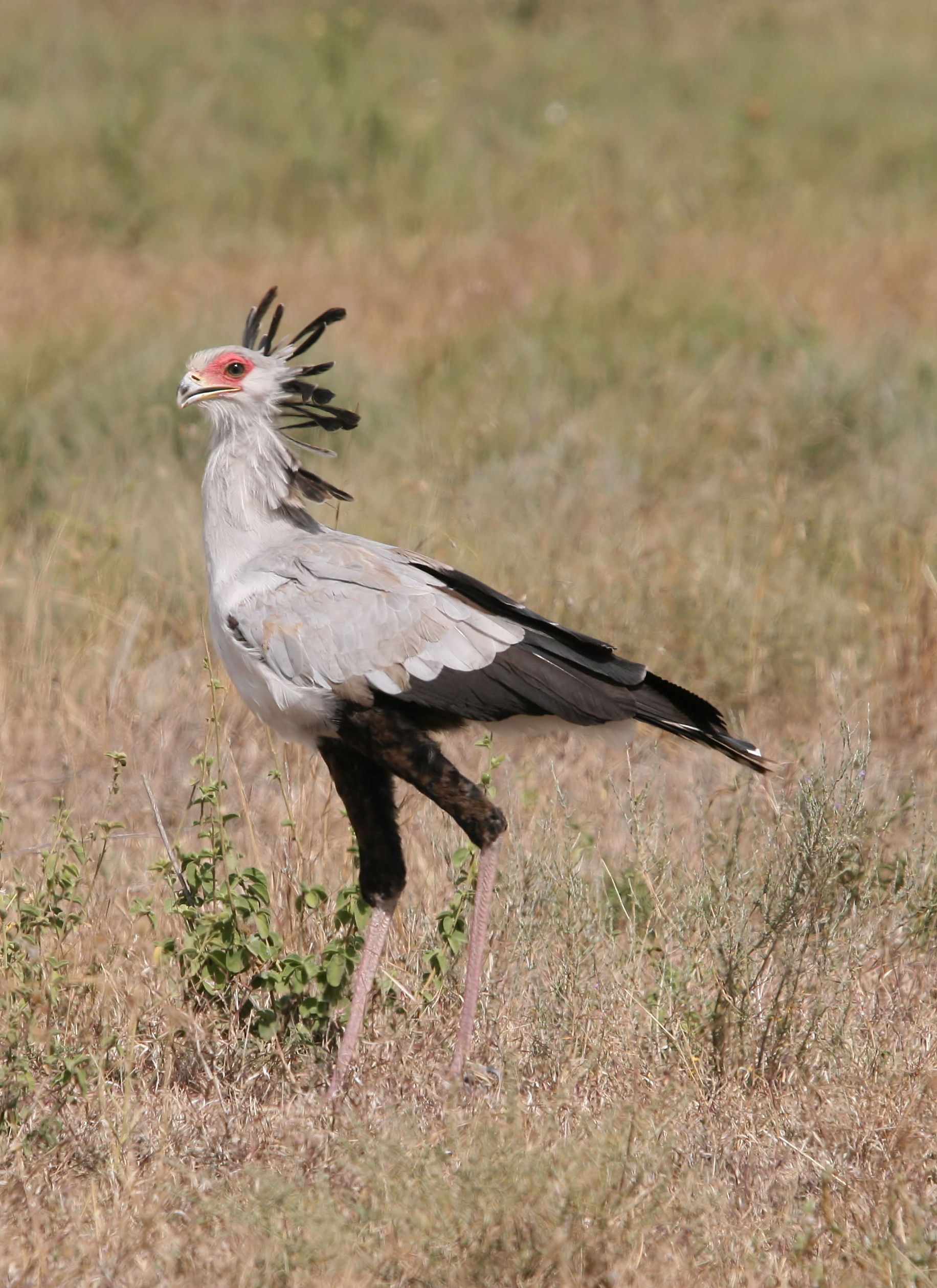
Messager sagittaire

### Serpents et poissons

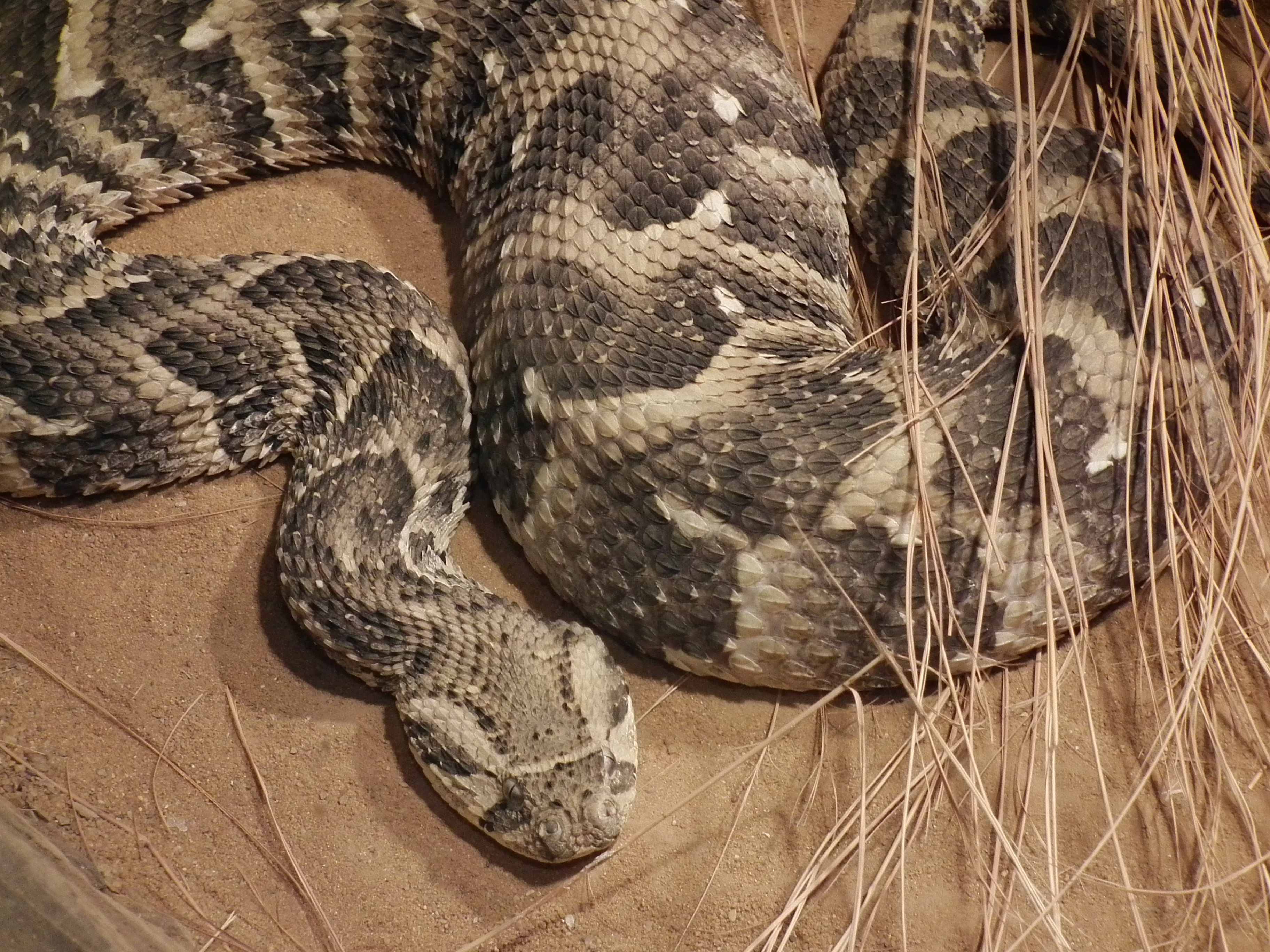
Vipère heurtante
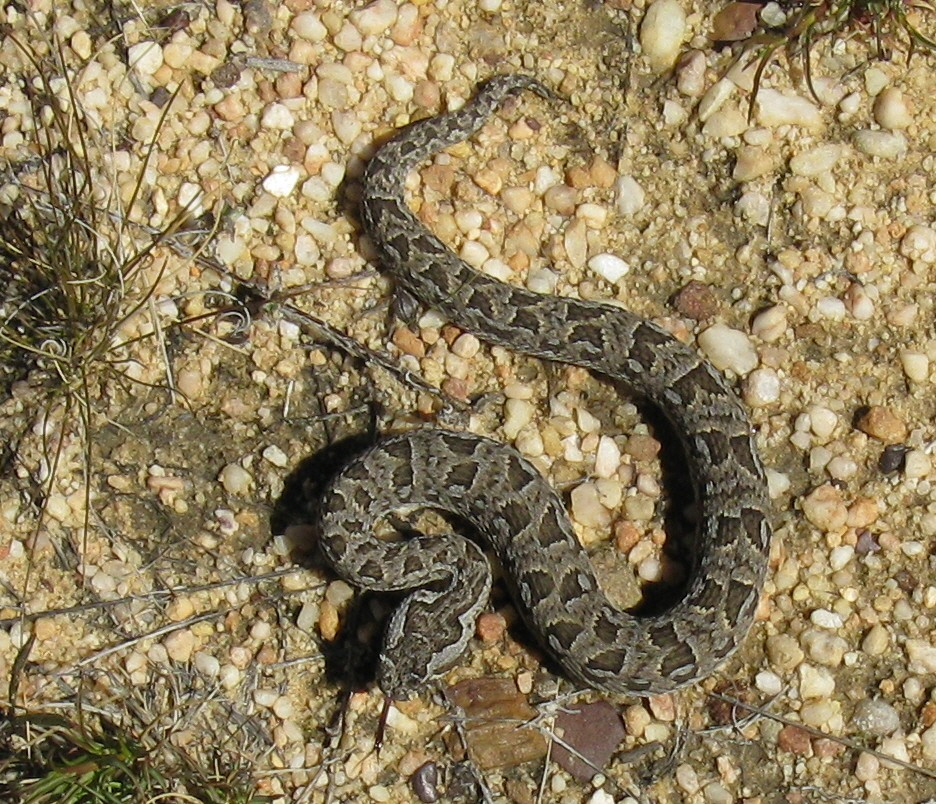
Bitis atropos
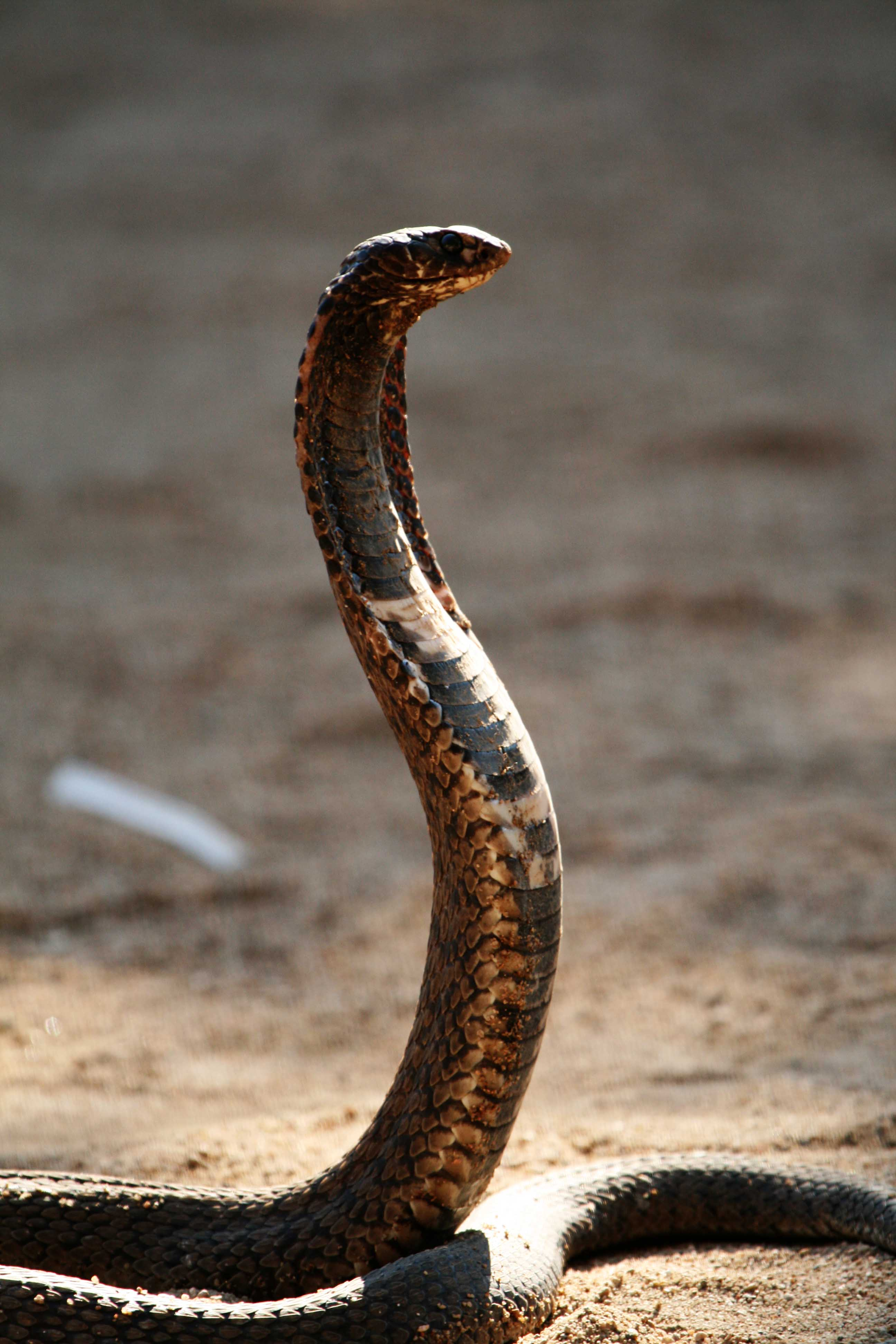
"Cobra cracheur" ou "Ringhal"
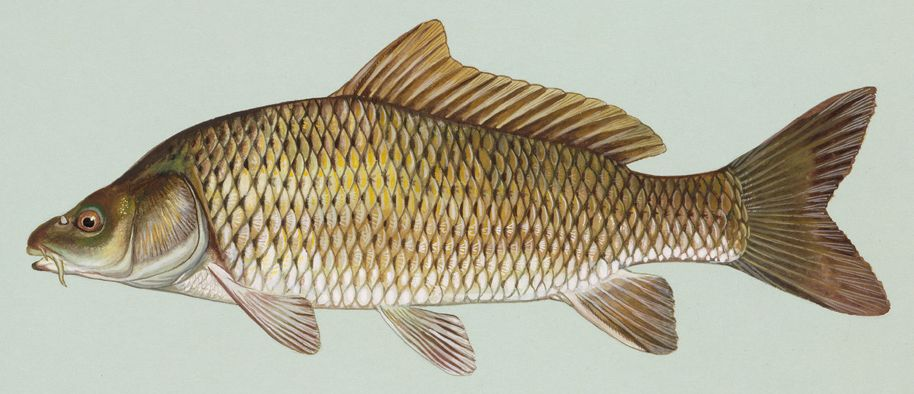
Carpe
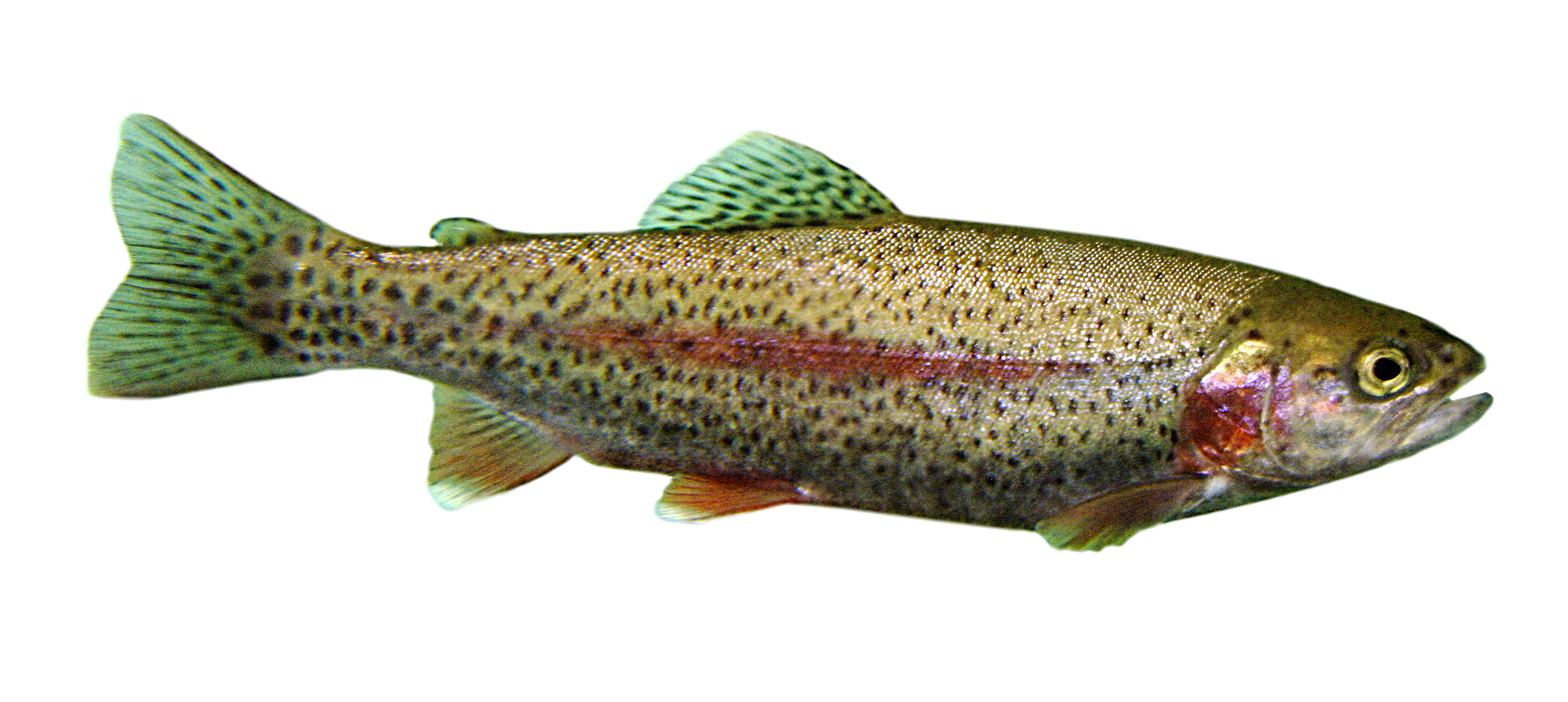
Truite arc-en-ciel
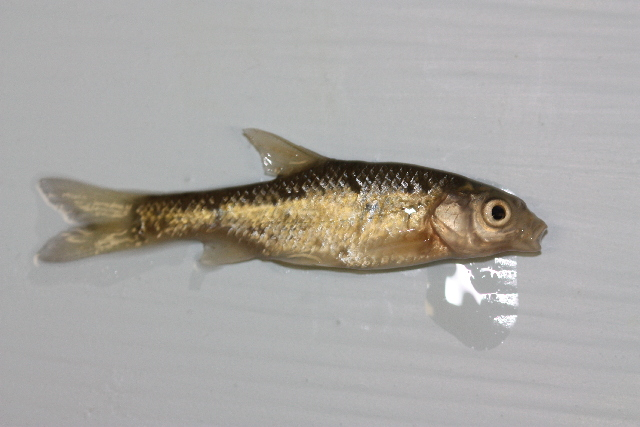
Barbus anoplus